# Internazionali d'Italia 1996
Gli Internazionali d'Italia 1996 sono stati un torneo di tennis giocato sulla terra rossa. È stata la 53ª edizione degli Internazionali d'Italia, che fa parte della categoria ATP Super 9 nell'ambito dell'ATP Tour 1996, e della Tier I nell'ambito del WTA Tour 1996. Sia che il torneo maschile che quello femminile si sono giocati al Foro Italico di Roma in Italia.

## Campioni

### Singolare maschile
Thomas Muster ha battuto in finale  Richard Krajicek con il punteggio di 6–2, 6–4, 3–6, 6–3

### Singolare femminile
Conchita Martínez ha battuto in finale  Martina Hingis con il punteggio di 6–2, 6–3

### Doppio maschile
Byron Black /  Grant Connell hanno battuto in finale  Libor Pimek /  Byron Talbot con il punteggio di 6–2, 6–3

### Doppio femminile
Arantxa Sánchez Vicario /  Irina Spîrlea hanno battuto in finale  Gigi Fernández /  Martina Hingis con il punteggio di 6–4, 3–6, 6–3